# Душ Сантуш, Фернанаду Матозу
Фернанаду Матозу душ Сантуш (порт. Fernando Matoso dos Santos, 1849, Кампу-Майор, Португалия — 22 апреля 1921) — португальский ученый и государственный деятель, министр финансов (1900—1903), и.о. министра иностранных дел (1901—1903) Португалии.

## Биография
В 1874 г. окончил факультет философии и медицины Коимбрского университета. Работал врачом в Голегане, с 1880 г. преподавал зоологию и сравнительную анатомию в Торговом-промышленном институте Лиссабона.
В 1891 г. был назначен инспектором технической службы таможни и членом Генерального таможенного совета, а также Комиссии по зарубежным тарифам. В июле того же года в статусе Чрезвычайного и Полномочного Посла был направлен в Бразилию для проведения переговоров и подписания Договора о торговле и судоходстве между этой страной и Португалией.
В 1892—1893 гг. — председатель Португальской промышленной ассоциации, в этой должности являлся представителем Португалии на Всемирной выставке в Чикаго (1893). 
Был членом Прогрессивной партии, от нее избирался городским советником в Лиссабоне. В 1897 г. был избран в Палату депутатов от Голеги, затем переизбирался от других округов.
В 1900—1903 гг. — министр финансов, одновременно в 1901—1903 гг. — исполнял обязанности министра иностранных дел Португалии.